# ليوناردو نام
ليوناردو نام (بالإنجليزية: Leonardo Nam)‏ هو ممثل أسترالي، ولد في 1 نوفمبر 1979 ببوينس آيرس في الأرجنتين.

## وصلات خارجية
- ليوناردو نام على موقع IMDb (الإنجليزية)
- ليوناردو نام على موقع قاعدة بيانات الفيلم (الإنجليزية)